# De Marinier
De Marinier is een oorlogsmonument in Baarn voor de broers Gerard en Lodewijk van Hamel, die verzetsstrijders in de Tweede Wereldoorlog waren. Het staat aan de Gerrit van der Veenlaan (vernoemd naar verzetsheld Gerrit van der Veen).
Het monument is van de hand van beeldhouwster Annie Roland Holst en wordt meestal "De Marinier" genoemd, hoewel het niet officieel zo heet. De aanduiding is verwarrend, omdat Lodewijk en Gerard van Hamel geen lid van het Korps Mariniers waren.
Het monument is geadopteerd door de Nieuwe Baarnse School.

## Beschrijving
Het monument is een bronzen staande mannenfiguur met daarachter een vaandel en anker. Het beeld staat op een stenen voetstuk met daarop een bronzen gedenkplaat.
De tekst op de gedenkplaat vermeldt:
Pro Patria
Gerard van Hamel - 27 oct 1911 † juli 1944
Lodo van Hamel - 6 juni 1915 † 16 juni 1941

## Geschiedenis
Gerard en Lodewijk van Hamel waren Nederlandse geheim agenten. Lodewijk van Hamel was de eerste Nederlandse geheim agent die in bezet gebied ging opereren. Hij maakt daarbij gebruik van de schuilnaam Willem van Dalen. In augustus 1940 kreeg Lodewijk twee opdrachten: het oprichten van spionagegroepen en het doorgeven van militaire berichten via een zender. Lodewijk werd met zijn metgezellen ontdekt en vervolgd voor spionage op Duits grondgebied. Hij werd in 1941 gefusilleerd. Zijn broer Gerard van Hamel kwam om in concentratiekamp Natzweiler-Struthof in 1944.
Het monument werd ontworpen in opdracht van Joost Adriaan van Hamel, de vader van de twee mannen. Het werd door hem onthuld in 1947. Het monument werd in 1966 verplaatst van het Stationsplein naar de Gerrit van der Veenlaan in Baarn.